# Петкович, Илия
И́лия Пе́ткович (серб. Илија Петковић; 22 сентября 1945, Книн, ДФЮ — 27 июня 2020) — югославский футболист, полузащитник, югославский и сербский футбольный тренер.

## Карьера

### Клубная
Илия Петкович начал свою карьеру в клубе «Динара» из своего родного города Книна. В 19 лет, переехав в Белград, Петкович столкнулся с серьёзным выбором: стать футболистом или продолжить обучение. Победила любовь к футболу, однако, несмотря на это, Петкович всё же окончил высшую экономическую школу в Белграде. Сезон 1964/65 стал первым для Петковича с составе ОФК, на протяжении двух первых сезонов Петкович не был игроком основного состава и провёл всего 11 матчей, но уже с начала сезона 1966/67 Петкович завоевал место в стартовом составе и уже не отдавал его никому до окончания своего первого прихода в ОФК. За это время Петкович успел стать обладателем Кубка Югославии 1966 года и дважды бронзовым призёром чемпионата Югославии. В 1968 году Петкович благодаря своим выступлениям оказался в составе сборной Югославии на чемпионат Европы 1968 года, который югославы закончили на втором месте.
В середине 1973 года Петкович, дождавшийся своего 28-летия, уехал во французский клуб «Труа». Клуб был крепким середняком чемпионата Франции, и за три с половиной сезона Петкович не добился в нём какого-либо успеха.
В середине сезона 1976/77 Петкович вернулся в свой родной ОФК, чтобы провести ещё 6 с половиной сезонов. В общей сложности за ОФК Петкович отыграл 16 сезонов. За «романтиков» Петкович в одном только чемпионате Югославии провёл почти 400 игр.

### В сборной
В сборной Югославии Илия Петкович дебютировал 24 апреля 1968 года в отборочном матче чемпионата Европы 1968 года со сборной Франции, завершившемся со счётом 5:1, причём сам Петкович забил в той встрече 2 гола. В составе сборной Петкович принял участие в чемпионате Европы 1968 года, на котором сборная Югославии стала серебряным призёром и чемпионате мира 1974 года. Свой последний матч за сборную Петкович сыграл на чемпионате мира 1974 года против сборной Польши 30 июня 1974 года, тот матч завершился поражением югославов со счётом 1:2. Всего же за сборную Петкович сыграл 43 официальных матча, в которых забил 6 голов.
| №  | Дата             | Соперник     | Счёт | Голы | Турнир                    |
| 1  | 24 апреля 1968   | Франция      | 5:1  | 2    | Отборочный матч к ЧЕ 1968 |
| 2  | 5 июня 1968      | Англия       | 1:0  | -    | Чемпионат Европы 1968     |
| 3  | 8 июня 1968      | Италия       | 1:1  | -    | Чемпионат Европы 1968     |
| 4  | 25 сентября 1968 | Финляндия    | 9:1  | -    | Отборочный матч к ЧМ 1970 |
| 5  | 16 октября 1968  | Бельгия      | 0:3  | -    | Отборочный матч к ЧМ 1970 |
| 6  | 27 октября 1968  | Испания      | 0:0  | -    | Отборочный матч к ЧМ 1970 |
| 7  | 4 июня 1969      | Финляндия    | 5:1  | -    | Отборочный матч к ЧМ 1970 |
| 8  | 3 сентября 1969  | Румыния      | 1:1  | -    | Товарищеский матч         |
| 9  | 24 сентября 1969 | СССР         | 1:3  | -    | Товарищеский матч         |
| 10 | 8 апреля 1970    | Австрия      | 1:1  | -    | Товарищеский матч         |
| 11 | 6 мая 1970       | Румыния      | 0:0  | -    | Товарищеский матч         |
| 12 | 13 мая 1970      | ФРГ          | 0:1  | -    | Товарищеский матч         |
| 13 | 10 сентября 1970 | Австрия      | 1:0  | -    | Товарищеский матч         |
| 14 | 11 октября 1970  | Нидерланды   | 1:1  | -    | Отборочный матч к ЧЕ 1972 |
| 15 | 14 октября 1970  | Люксембург   | 2:0  | -    | Отборочный матч к ЧЕ 1972 |
| 16 | 18 ноября 1970   | ФРГ          | 2:0  | -    | Товарищеский матч         |
| 17 | 4 апреля 1971    | Нидерланды   | 2:0  | -    | Отборочный матч к ЧЕ 1972 |
| 18 | 9 мая 1971       | ГДР          | 2:1  | -    | Отборочный матч к ЧЕ 1972 |
| 19 | 18 июля 1971     | Бразилия     | 2:2  | -    | Товарищеский матч         |
| 20 | 1 сентября 1971  | Венгрия      | 1:2  | -    | Товарищеский матч         |
| 21 | 22 сентября 1971 | Мексика      | 4:0  | -    | Товарищеский матч         |
| 22 | 16 октября 1971  | ГДР          | 0:0  | -    | Отборочный матч к ЧЕ 1972 |
| 23 | 27 октября 1971  | Люксембург   | 0:0  | -    | Отборочный матч к ЧЕ 1972 |
| 24 | 13 мая 1972      | СССР         | 0:3  | -    | Отборочный матч к ЧЕ 1972 |
| 25 | 14 июня 1972     | Венесуэла    | 10:0 | -    | Товарищеский матч         |
| 26 | 18 июня 1972     | Боливия      | 1:1  | -    | Товарищеский матч         |
| 27 | 6 июля 1972      | Чехословакия | 2:1  | -    | Товарищеский матч         |
| 28 | 9 июля 1972      | Аргентина    | 4:2  | -    | Товарищеский матч         |
| 29 | 20 сентября 1972 | Италия       | 1:3  | -    | Товарищеский матч         |
| 30 | 11 октября 1972  | Англия       | 1:1  | -    | Товарищеский матч         |
| 31 | 19 октября 1972  | Испания      | 2:2  | -    | Отборочный матч к ЧМ 1974 |
| 32 | 19 ноября 1972   | Греция       | 1:0  | -    | Отборочный матч к ЧМ 1974 |
| 33 | 4 февраля 1973   | Тунис        | 5:0  | 2    | Товарищеский матч         |
| 34 | 9 мая 1973       | ФРГ          | 1:0  | -    | Товарищеский матч         |
| 35 | 13 мая 1973      | Польша       | 2:2  | -    | Товарищеский матч         |
| 36 | 19 декабря 1973  | Греция       | 4:2  | -    | Отборочный матч к ЧМ 1974 |
| 37 | 13 февраля 1974  | Испания      | 1:0  | -    | Отборочный матч к ЧМ 1974 |
| 38 | 5 июня 1974      | Англия       | 2:2  | 1    | Товарищеский матч         |
| 39 | 13 июня 1974     | Бразилия     | 0:0  | -    | Чемпионат мира 1974       |
| 40 | 18 июня 1974     | Заир         | 9:0  | 1    | Чемпионат мира 1974       |
| 41 | 22 июня 1974     | Шотландия    | 1:1  | -    | Чемпионат мира 1974       |
| 42 | 26 июня 1974     | ФРГ          | 0:2  | -    | Чемпионат мира 1974       |
| 43 | 30 июня 1974     | Польша       | 1:2  | -    | Чемпионат мира 1974       |

Итого: 43 матча / 6 голов; 19 побед, 16 ничьих, 8 поражений.

## Достижения

### Командные
Сборная Югославии
- Серебряный призёр чемпионата Европы: 1968

ОФК
- Бронзовый призёр чемпионата Югославии (2): 1972, 1973
- Обладатель Кубка Югославии: 1966

### Тренерские
«Серветт»
- Чемпион Швейцарии: 1994
- Серебряный призёр чемпионата Швейцарии: 1995

«Шанхай Шэньхуа»
- Серебряный призёр чемпионата Китая: 2001

## Смерть
Скончался на 75-м году жизни в Белграде от осложнений, вызванных коронавирусной инфекцией. Похоронен на Аллее заслуженных белградского Нового кладбища.